# Conioselinum scopulorum
Conioselinum scopulorum är en flockblommig växtart som först beskrevs av Asa Gray, och fick sitt nu gällande namn av John Merle Coulter och Joseph Nelson Rose. Conioselinum scopulorum ingår i släktet ryssiljor, och familjen flockblommiga växter. Inga underarter finns listade i Catalogue of Life.